# Sylvilagus floridanus
Sylvilagus floridanus (Кролик східний або Кролик флоридський) — вид родини зайцеві (Leporidae) ряду зайцеподібні (Leporiformes).

## Поширення

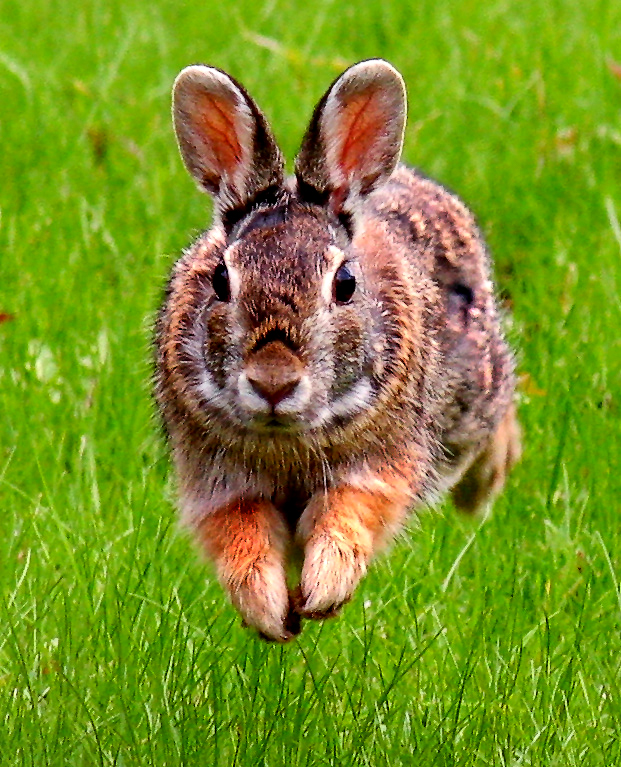
Кролик флоридський у стрибку

Країни проживання: Канада, Колумбія, Коста-Рика, Сальвадор, Гватемала, Гондурас, Мексика, Нікарагуа, США, Венесуела. Може вижити в найрізноманітніших місцях проживання. Населяє пустелі, болота, болотисті місця, степи, дощові ліси, тайгу, листяні ліси та рідколісся. Добре виживає серед сільськогосподарських угідь, пасовищ.

## Морфологія
Кролик східний має хутро червоно-коричневого або сіро-коричневого кольору зверху, низ хутра білого кольору. Зимове хутро є більш сірим, ніж коричневим. Цей кролик має великі задні ноги, довгі вуха, великі коричневі очі, короткий пухнастий білий хвіст. На хвості є іржаві плями. Загальна довжина від 33.5 до 48.5 см, в тому числі невеликий хвіст, що в середньому 5,3 см. Вага може коливатися від 800 до 2000 г, в середньому близько 1200 г.

## Поведінка
Поживою, залежно від типу середовища існування і сезону, можуть бути деревні рослини в сплячий сезон і трав'янисті рослини в період вегетації. Sylvilagus floridanus є сутінковою чи нічною твариною. Втім, хоча цей кролик зазвичай проводить більшу частину дня, відпочиваючи в неглибоких заглибленнях під рослинним покривом або в іншому притулку, його можна побачити в будь-який час доби. Sylvilagus floridanus активні цілий рік.

## Хижаки
Sylvilagus floridanus доводиться уникати багатьох хижаків, як природних, так і введених. Основні хижаки: Felis silvestris catus, види родів Vulpes та Urocyon, Canis latrans, Lynx rufus, Canis lupus familiaris, види роду Mustela, Procyon lotor, Neovison vison, Bubo virginianus, Strix varia, види родів Buteo та Corvus, а також змії. Хижаками, що небезпечні для дитинчат є Taxidea taxus, види родів Mephitis та Spilogale, Didelphis virginiana.

## Відтворення
Сезон розмноження варіює залежно від висоти і широти місцевості, і починається пізніше на великих висотах і широтах північної півкулі. Середня тривалість вагітності становить 28 днів і розмір новонароджених коливається від 3.06 до 5.06 см. Може бути 3— приплоди на рік, за раз народжується 3—5 дитинчат.